# Pygarctia poliochroa
Pygarctia poliochroa är en fjärilsart som beskrevs av George Francis Hampson 1916. Pygarctia poliochroa ingår i släktet Pygarctia och familjen björnspinnare. Inga underarter finns listade.